# 客運樓

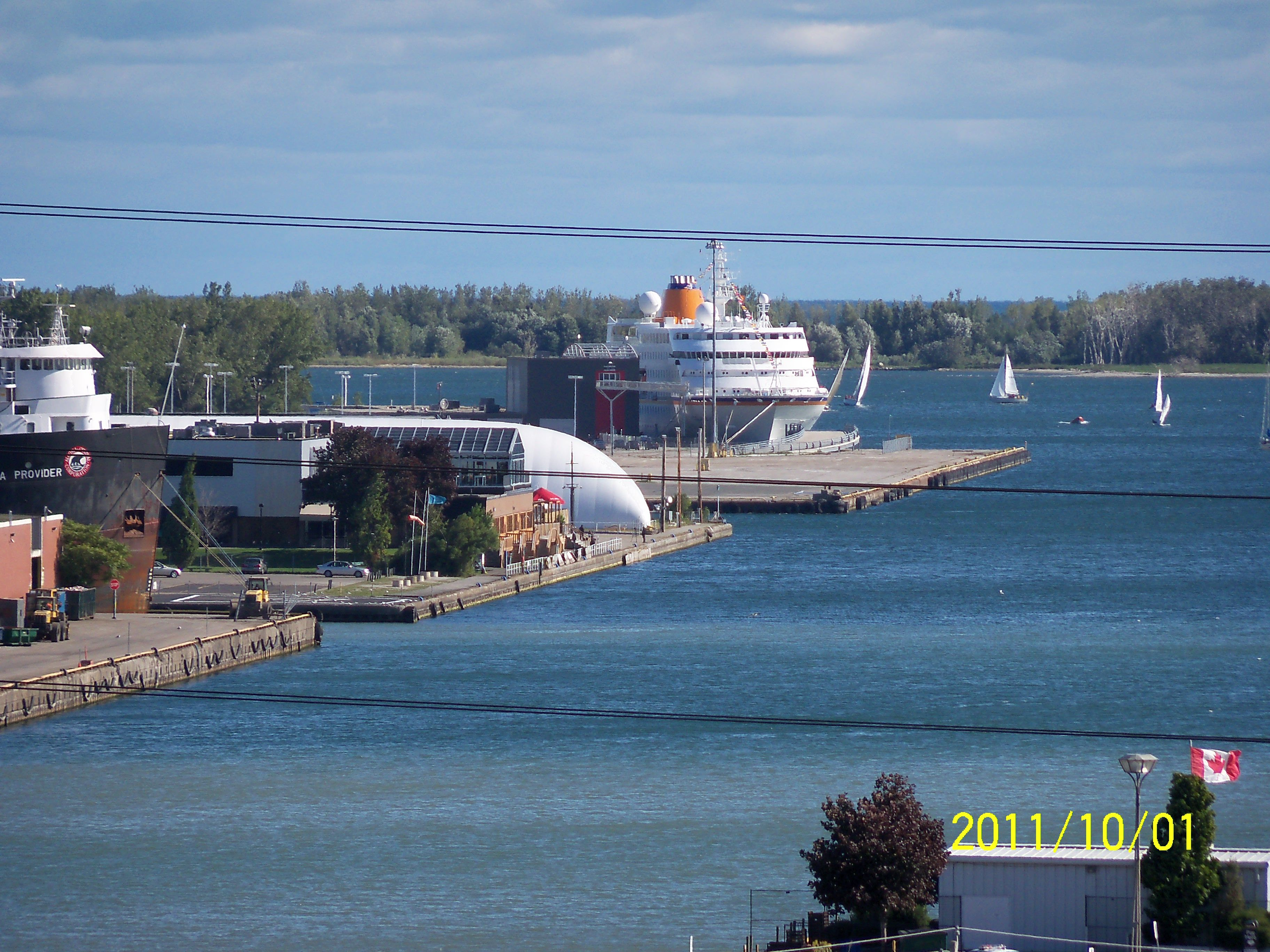
多倫多的國際海運客運樓（International Marine Passenger Terminal）

客運樓（英語：passenger terminal）是港口内的設施，用於服務上、下例如渡船、游船和遠洋客輪等船隻的乘客。按照主要服務的船隻類別，客運樓可以有各種稱謂，例如“渡輪客運樓”、“郵輪客運樓”、“海運大樓”等。建在碼頭的客運樓在中文裏也習慣與碼頭設施合稱為“郵輪碼頭”、「渡輪碼頭」等。除了乘客外，一些客運樓兼有用於船隻載上、卸下汽車的設施。

## 設施

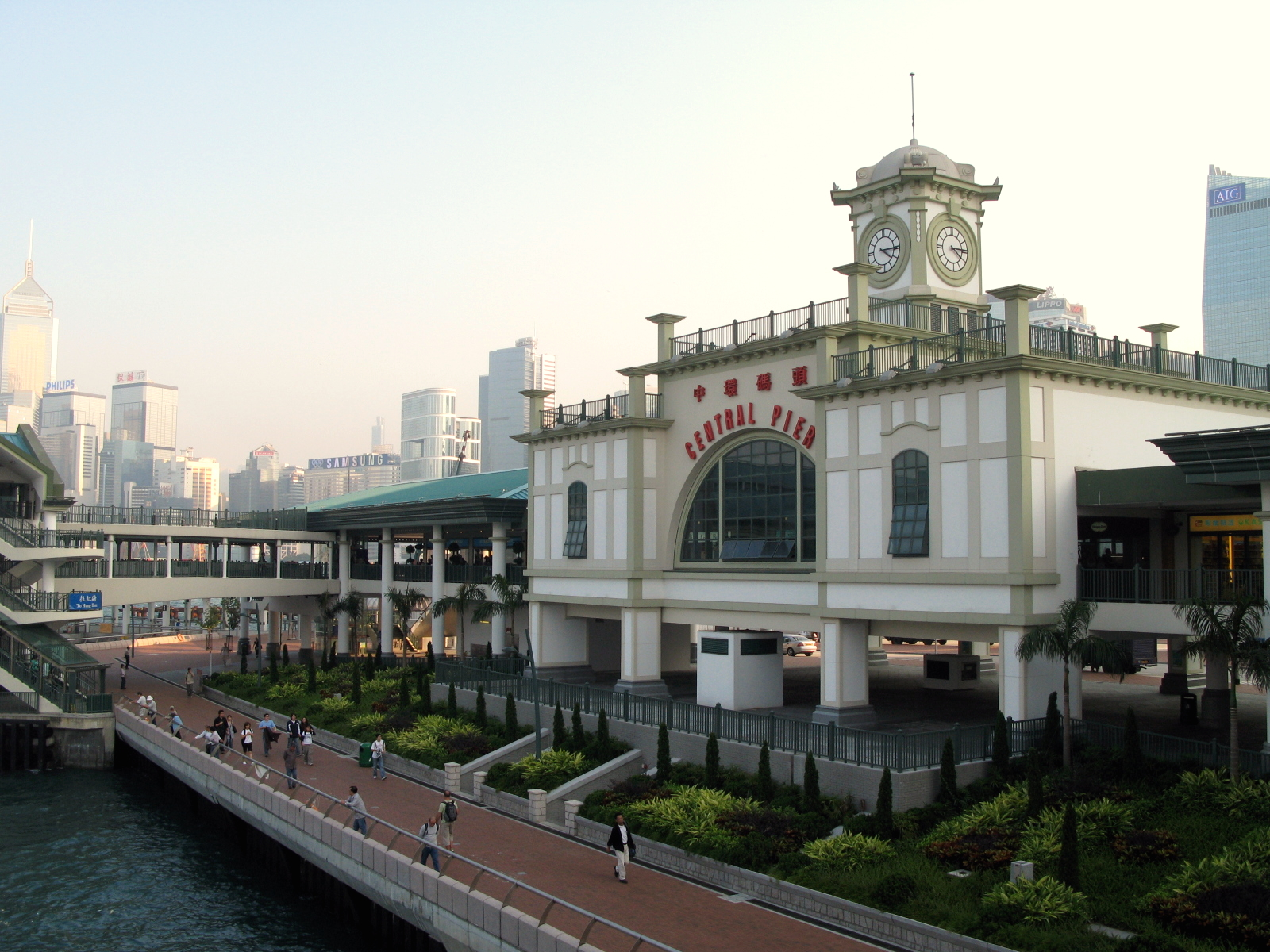
香港中環碼頭是一座小型客運樓，主要服務跨港渡輪和其他小型船隻。

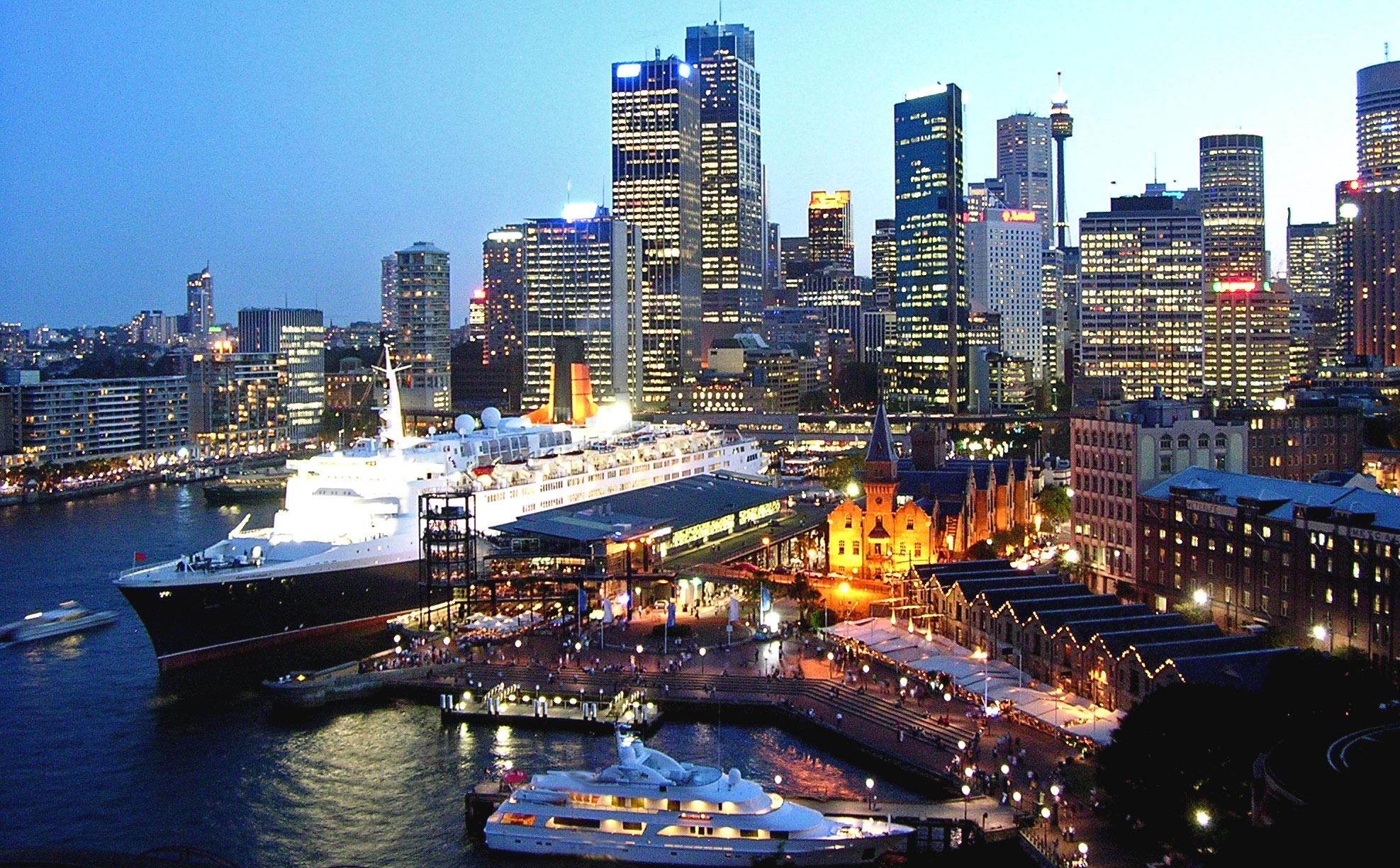
悉尼的海外客運大樓（Overseas Passenger Terminal）是一座大型客運樓，能夠服務大型的遠洋客輪和游輪（圖中停泊的是遠洋客輪伊麗莎白皇后二號）。

客運樓的規模有較大的差異。市内通勤渡輪使用的小型渡輪客運樓可能只有用於船隻繫結的設施和乘客候船區域。即使大型的載車跨海渡輪使用的客運樓，在一些小島上也可能僅有類似規模，外加一小段供車輛上下船的斜坡。
乘客從碼頭上船可能使用跳板或舷梯，或艉门。裝箱的貨物可以由車輛載入船内，車輛和貨物分離後在回到岸上。有汽車上船設施的客運樓（一般跨海渡輪經常會有此類設施）也會設有配套設施，例如供車輛排隊等待的區域。在所謂“開上開下”（roll-on/roll-off）船上，汽車可以直接行駛至船上停泊。
大的港口的客運樓一般有類似中型飛機場的設施，包括候船室、票務臺、行李寄存和領取區域，以及飲食及零售店鋪。國際渡輪使用的渡輪客運樓（例如往返英國和歐洲大陸的渡輪）還會有海關和出入境檢查設施，以及類似國際機場的安全檢查區域。
歷史上，最大的客運樓是位於大型海濱城市、供遠洋定期船使用的客運樓。隨著20世紀下半葉大多數遠洋定期船的絕跡，以及觀光游輪的興起，現在最大的客運樓都位於郵輪母港。除了為乘客服務的設施外，這些客運樓設施還必須能夠吞吐大型游輪和遠洋客輪所需的大量補給。
大型客運港口（例如南安普敦港）一般有多座港口和碼頭，其中一部分一座碼頭還有多個泊位，這樣可以同時供多艘船隻停靠。一些港區使用一座大型的客運樓服務多個港口，而其他港區則有多座客運樓，每座服務一個港口或一個碼頭，這樣乘客可以從客運樓直接上船。

## 主要航運客運樓

### 澳大利亞
- 海外客运大楼，悉尼
- 車站碼頭（英语：Station Pier），墨爾本

### 加拿大
- 加拿大广场，温哥华

### 中國大陸
- 上海港國際客運中心，上海
- 蛇口郵輪中心，深圳

### 香港
- 啟德郵輪碼頭，啟德
- 海運大厦，尖沙咀

### 台灣
- 西岸旅客中心，基隆
- 高雄港旅運中心，高雄

### 英國
- 伊麗莎白二世女王客運大樓、五月花客運大樓、城市客運大樓、遠洋客運大樓（Queen Elizabeth II Terminal, Mayflower Terminal, City Terminal and Ocean Terminal），南安普敦

### 美國
- 布魯克林郵輪大樓（英语：Brooklyn Cruise Terminal），紐約
- 曼哈頓郵輪大樓（英语：Manhattan Cruise Terminal），紐約
- 大沼泽地港郵輪大樓（英语：Port Everglades cruise terminal），劳德代尔堡